# Mục vụ
Công việc mục vụ là trách nhiệm chăm sóc và tư vấn được cung cấp bởi mục sư, giáo sĩ, linh mục và các nhà lãnh đạo tôn giáo khác cho thành viên của nhà thờ hay cộng đoàn của họ, hoặc cho bất cứ ai trong các hội đoàn nào đó, tập trung vào việc chữa bệnh, giải hòa, hướng dẫn và duy trì. Trách nhiệm này có thể bao gồm rất nhiều việc, dao động từ việc thăm viếng nhà, thăm viếng người bệnh hay là tư vấn giáo lý của tôn giáo đó bởi các vị mục tử (linh mục,giám mục) đã được truyền chức. Mặt khác, thực hành mục vụ đề một ý tưởng được áp dụng hay sử dụng khi đưa ra hướng dẫn tâm linh.
Chăm sóc mục vụ cũng có thể thực hành nhằm đem lại hạnh phúc cá nhân và phúc lợi xã hội của trẻ em hoặc sinh viên dưới sự chăm sóc của một giáo viên hoặc thầy giảng, lãnh đạo tôn giáo. Nó có thể bao gồm một loạt các vấn đề dịch vụ y tế, giáo dục xã hội và đạo đức, quản lý hành vi và hỗ trợ tinh thần. Việc sử dụng từ ngữ trong phương diện này là phổ biến ở Vương quốc Anh và Khối Thịnh vượng chung Anh như Úc và New Zealand, nơi mà mục vụ cũng được sử dụng cho các dịch vụ hỗ trợ sinh viên.

## Khái niệm và định nghĩa

### Ý nghĩa
Mục vụ, từ chữ "mục" có nghĩa là người chăm sóc gia súc, có lẽ bắt nguồn từ trong câu Thánh Vịnh 78, câu 52-53, kể lại việc Moses hướng dẫn người Do Thái thoát khỏi Ai Cập và đi về hướng Đông, khởi đầu một cuộc hành trình dài tiến vào Canaan.:
| “ | Còn dân Chúa, Người dẫn đi như thể đàn cừu, đem họ vào sa mạc chẳng khác bầy chiên, đưa họ đi an toàn, chẳng có chi phải sợ, nhưng quân thù họ bị biển khơi chôn vùi. | ” |

và câu 70-72:
| “ | Chúa chọn Đa-vít, người tôi trung, cất nhắc ông, thuở còn là mục tử, cho vời đến, lúc đang giữ bầy chiên, để chăn dắt dân Người là Gia-cóp, và Ít-ra-en sản nghiệp của Người. Ông chăn dắt họ với một lòng liêm chính, tay dẫn đưa khéo léo tài tình. | ” |

với ý nói Chúa Giêsu là Mục tử đầu tiên, chăm sóc người tín hữu như chăm sóc đàn chiên (cừu) của mình, giữ gìn họ được an toàn và Chúa chọn ông David là người mục tử của người Do Thái.

### Khái niệm
Chữ mục vụ lúc đầu được dùng trong Kitô giáo, sau này sự mục vụ chăm sóc đã được mở rộng để đón nhận nhiều tín ngưỡng khác nhau, và một số tôn giáo cũng có thể dùng từ mục vụ với nghĩa tương đồng.

### Công giáo
Mục vụ là "Liên quan đến việc bảo vệ, chăm sóc nhu cầu, tăng cường người yếu và điểm yếu, dấn thân khuyến khích, nuôi dưỡng đàn chiên, trích lập dự phòng, che chắn, làm mới, khôi phục, dẫn bằng ví dụ để dẫn người vào việc theo đuổi của họ về sự thánh thiện, an ủi, hướng dẫn".
Từ "mục vụ" trở nên thịnh hành trong ngôn ngữ Giáo hội kể từ thập niên 60, nhất là với Giáo hoàng Gioan XXIII khi ngài muốn cho công đồng Vaticano II mang tính cách mục vụ, nghĩa là gắn bó với những công việc "cụ thể, thực tiễn".
Công việc mục vụ trong Công giáo có ý nghĩa là việc chăm sóc về mọi mặt cho giáo dân.
Người thực hiện công việc mục vụ là các Giám mục, các Linh mục, Phó tế, và ngay cả giáo dân.
Các công việc mục vụ là mọi việc phục vụ giáo dân. Về phần giáo dân thì các công việc mục vụ là đóng góp việc liên quan đến việc mục vụ của các linh mục. Về các linh mục thì dâng lễ, tổ chức dạy giáo lý Công giáo, tổ chức các hoạt động vui chơi, thăm hỏi người bệnh, cử hành các Bí tích Thánh Thể, Giải Tội, Sức dầu bệnh nhân,..... Về các giám mục: dâng lễ, cử hành các Bí tích Thêm sức, đi đặt viên đá đầu tiên, cai quản giáo phận và linh mục, phó tế, đào tạo chủng sinh,....